# Opvouwbare brug
Een opvouwbare brug is een bijzondere beweegbare brug, die opengaat door te bewegen langs de horizontale x-as. Een opvouwbare brug gaat open door zich met behulp van 3 draaipunten als het ware op te vouwen tot een N. Van dit type brug is tot nu toe nog maar één brug gemaakt, de Hörnbrücke (Hoornbrug) in Kiel (Duitsland).
De Hoornbrug bestaat uit drie brugsegmenten. De hele overspanning is 25,5 meter lang. De brug is 5 meter breed. Hij is gebouwd van staal. Deze voetgangersbrug werd gebouwd in 1997. Het is een van de architectonische attracties van de stad en is een zeer belangrijke verbinding voor voetgangers en fietsers.
De aanleg van de brug kostte 16 miljoen Duitse mark. In het begin ondervond de brug vele kinderziekten.